# Ibiá
Ibiá es un municipio brasileño del estado de Minas Gerais. Su población estimada en 2004 era de 22.443 habitantes. El distrito fue elevado a parroquia el 10 de octubre de 1882. En 1923 se emancipó y cambió su nombre a Ibiá.

## Geografía
El municipio de Ibiá posee aproximadamente 23.265 habitantes siendo 17.382 (82%) residentes en el área Urbana y 3.693 (18%) en el área rural y está situada en un área total de 2704 km² en la microrregión del Alto Paranaíba, Minas Gerais. 